# Coatepeque FC
Coatepeque Fútbol Club – gwatemalski klub piłkarski z siedzibą w mieście Coatepeque, w departamencie Quetzaltenango. Występuje w rozgrywkach Primera División. Domowe mecze rozgrywa na obiekcie Estadio Israel Barrios.

## Historia
Klub został założony 15 maja 1967 przez Rogelio Santiago pod nazwą Deportivo Independencia, którą następnie zmienił na Deportivo Coatepeque. W latach 1977–2013 nieprzerwanie (przez 36 lat) występował w drugiej lidze gwatemalskiej. Przez większość swojego istnienia grał na obiekcie Estadio Las Gardenias, lecz w 2011 roku przeniósł się na nowo powstały, znacznie większy stadion Estadio Israel Barrios.
W 2013 roku klub wywalczył historyczny awans do gwatemalskiej Liga Nacional. Grał w niej w latach 2013–2015. W 2015 roku spadł do drugiej ligi, targany problemami finansowymi, organizacyjnymi i częstymi zmianami trenerów. Bezpośrednio po tym nie zdołał przystąpić do rozgrywek drugiej ligi i zakończył działalność.
Już w 2016 roku klub odrodził się pod nazwą Coatepecano IB jako projekt lokalnego przedsiębiorcy Israela Barriosa i rozpoczął występy w trzeciej lidze gwatemalskiej. W grudniu 2019 za kwotę ponad 500 tysięcy quetzali wykupił licencję Deportivo Reu i dołączył do drugiej ligi. W 2023 roku klub, już pod nazwą Coatepeque FC, po raz drugi w historii awansował do najwyższej klasy rozgrywkowej. Spadł z niej już po roku.

## Trenerzy
- Gabriel Castillo (2012–2013)[10]
- Cristián Chaparro (2014)
- Richard Preza (2014)[11]
- Víctor Mendoza (2014)[12]
- Rudy Méndez (2014)[13]
- Manuel Castañeda (2014–2015)[13]
- Ulises Sosa (2015)
- Héctor Julián Trujillo (2015)[14]
- Ulises Sosa (2015)[15]
- Sergio Pardo (2015)[16]
- Ulises Sosa (2015)
- Rónald Mora (2020)[17]
- Gabriel Castillo (2021)
- Héctor Julián Trujillo (2021)
- Daniel Berta (2022–2023)[18]
- Joaquín Álvarez (2023)[19]
- Francisco Ramírez (2023)
- Silvio Fernández (od 2024)